# GeoGuessr
GeoGuessr es un juego de descubrimiento geográfico basado en la web diseñado por Anton Wallén, un consultor sueco de TI, lanzado el 9 de mayo de 2013. El juego utiliza una ubicación semialeatoria de Google Street View para miembros que pagan y Mapillary para no miembros. El juego requiere que los jugadores adivinen su ubicación en el mundo usando solo las pistas visibles. El sitio web recibió cientos de miles de visitantes únicos por día dentro de su primera semana de lanzamiento.

## Mapas
Mapas principales del videojuego (por orden de popularidad):
- World (Mundo)
- Famous Places (Lugares Famosos)
- United States (Estados Unidos)
- European Union (Unión Europea)
- Flags of the World (Banderas del Mundo)
- I Saw the Sign (Vi el Signo)
- The 198 Capitals of the World (Las 198 Capitales del Mundo)

Existen también otros muchos mapas del propio juego y de la comunidad de jugadores, que pueden crear y editar sus propios mapas.